# Латте-арт

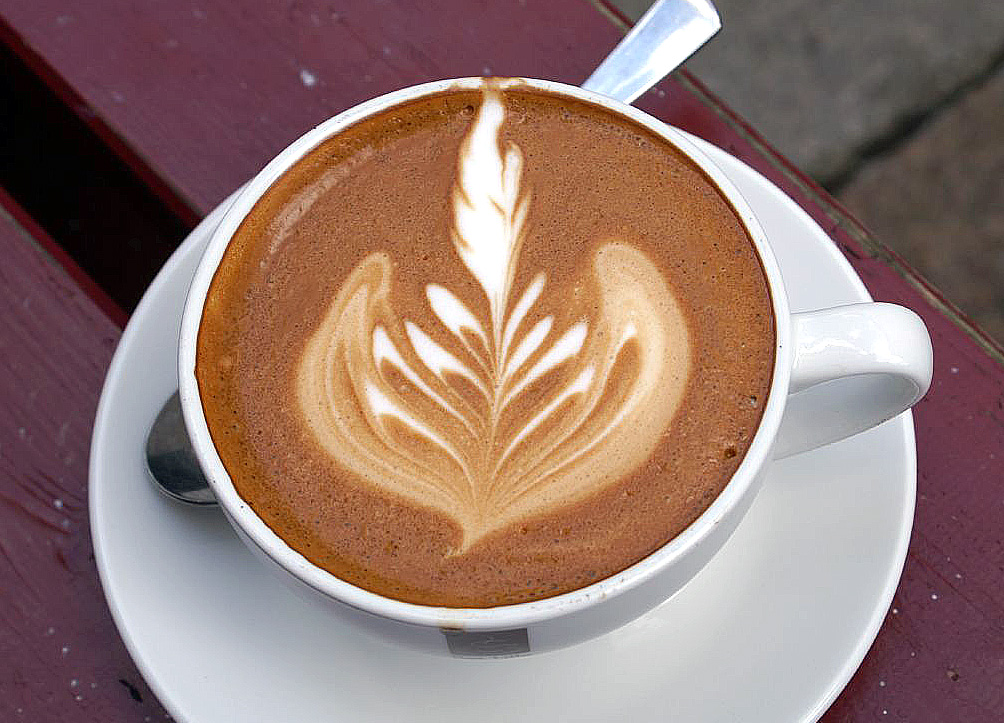
Пример «Розетты» — наиболее распространённый тип латте-арта

Ла́тте-арт (от итал. latte art — «молоко» + «искусство») — это особый способ вливания вспененного молока в эспрессо, благодаря чему на поверхности кофе создаются различные узоры. Также узор может быть создан путём простого рисования на верхнем слое пены, например зубочисткой или другим острым предметом. Латте-арт требует чёткого соблюдения пропорций молока и кофе.

## Краткий обзор

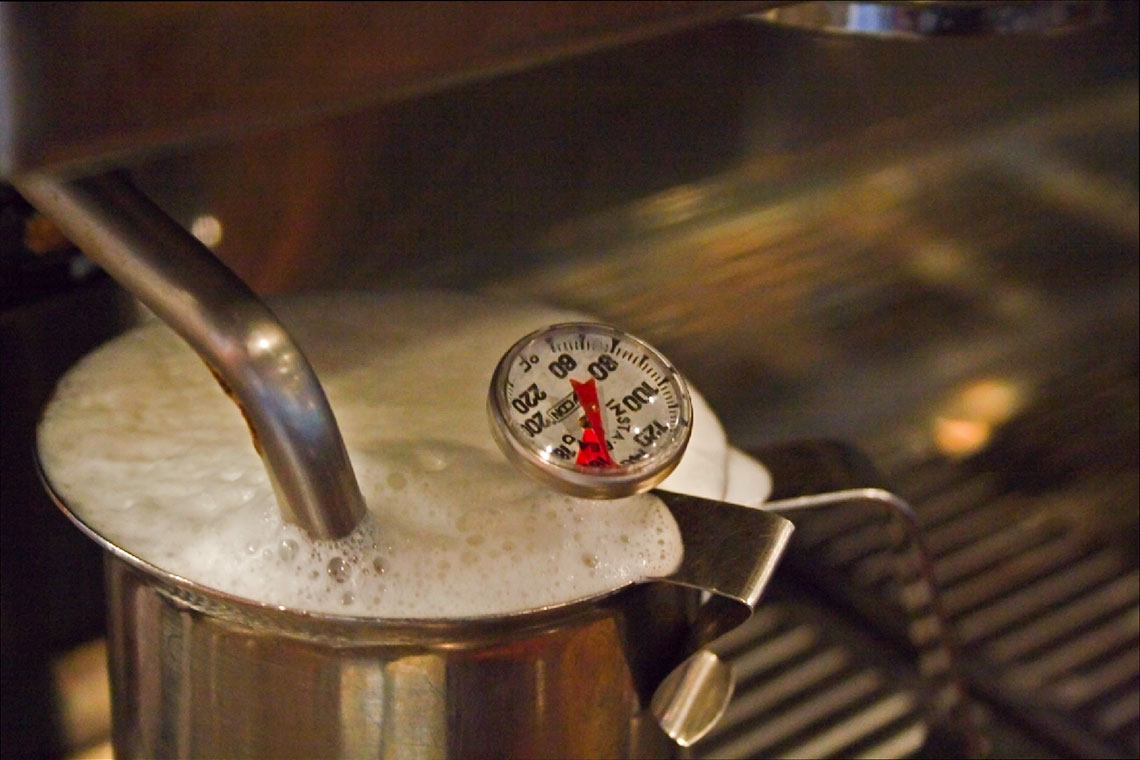
Молоко в процессе приготовления. Слишком пенистое для латте-арта

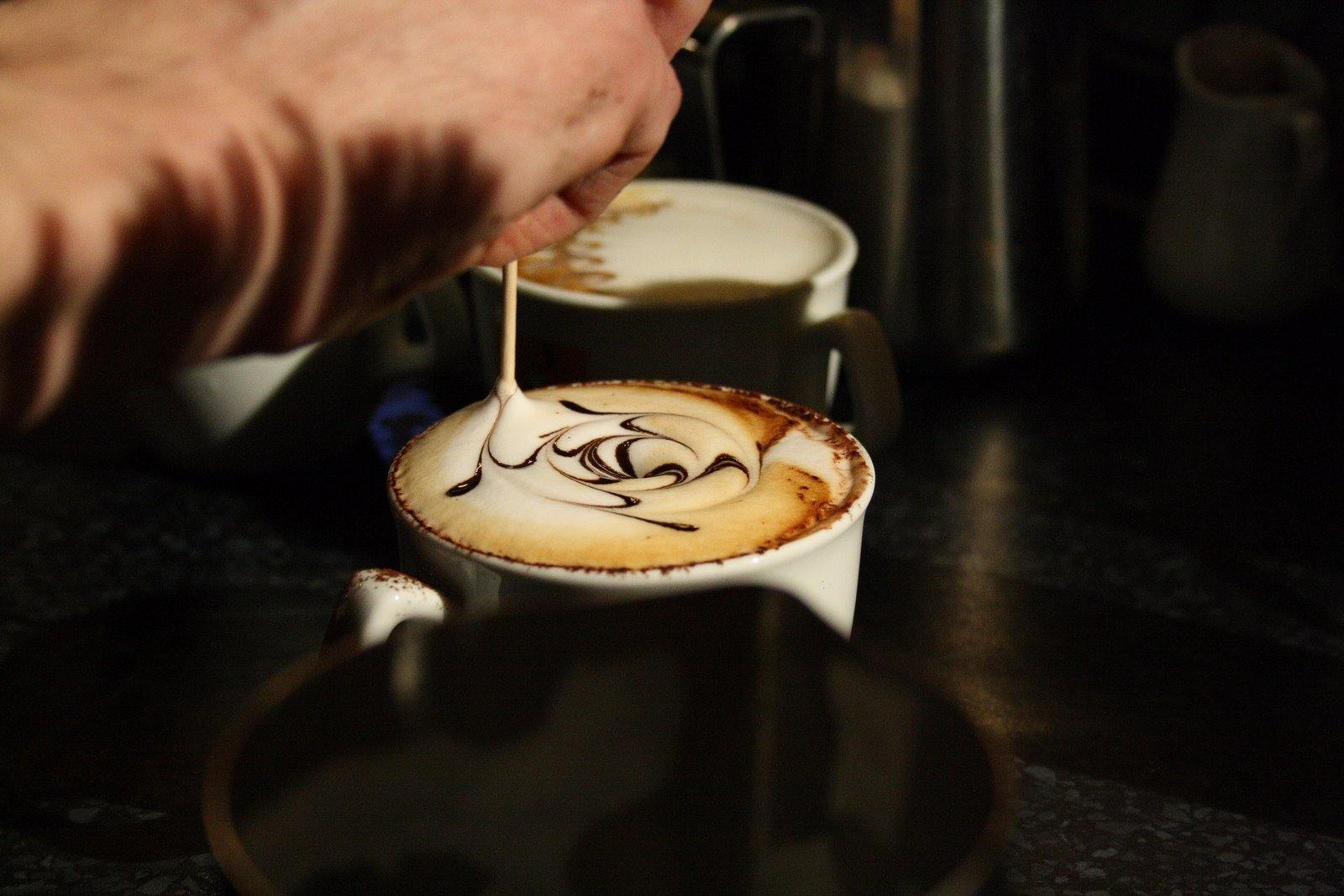
Процесс создания латте-арта

Молоко взбивается определённым образом, чтобы получилась однородная пена кремовой консистенции. Такая консистенция должна быть шелковистой, поверхность напитка должна быть словно стекло, и сама текстура молока должна быть мелкодисперсной. Такой внешний вид молока достигается засчёт использования инструмента под названием «питчер». При особом вливании его содержимого в эспрессо молочная пена смешивается с ним, и образует узоры замысловатой формы. Процесс образования рисунка держится под строгим контролем бариста. Молоко должно быть без больших пузырей, сама пена должна быть устойчивой и не застоявшейся, так как после некоторого времени она перестанет быть эластичной. Латте-арт не должен распадаться при потрясывании чашки с напитком.
Качество эспрессо также очень важно, кофе должен готовиться от 20 до 30 секунд, чтобы его цвет стал красно-коричневым.

## Стили
Наиболее распространённым стилем является «Розетта» (на иллюстрации), она напоминает цветок или лист. Бариста, наливая молоко, двигает молочный кувшин из стороны в сторону, благодаря чему получаются лепестки. Чашка находится под наклоном, и в таком положении в неё вливается молоко, в результате этого пена поднимается неравномерно и лепестки получаются разной величины. Затем в финале он проводит тонкую полоску молока снизу вверх, тем самым образуя  стебелёк цветка.
В латте-арт существует три основные фигуры — цветок, яблоко и сердечко. Остальные — их производные.